# Heteropoda
Heteropoda és un gènere d'aranyes araneomorfs de la família dels esparàssids (Sparassidae). Fou descrit per primera vegada per Pierre André Latreille l'any 1804.

## Distribució i comportament

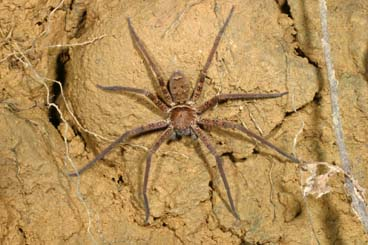
Heteropoda simplex

Les seves espècies es troben per gran part d'Oceania i Àsia Sud-oriental (Àsia meridional i Àsia oriental); algunes espècies es troben a la conca mediterrània i a Amèrica del Sud. Heteropoda venatoria és cosmopolita (pantropical).
Aquestes aranyes capturen i mengen insectes, però en un estudi de laboratorivan observar que una espècie va acceptar fàcilment el menjar peix i tomàquets.  H. venatoria és coneguda per menjar escorpins i ratpenats.
L'espècie més grossa del gènere, H. maxima, té una longitud d'aproximadament 4,6 centímetres, amb un patró de llargada amb les potes de fins a 30 centímetres; per tant, més grossa que qualsevol altra aranya existent.

## Taxonomia
Segons el World Spider Catalog amb data d'11 de gener de 2019, Micrommata té reconegudes les següents espècies:
- Heteropoda acuta Davies, 1994 — Queensland
- Heteropoda aemulans Bayer & Jäger, 2009 — Laos
- Heteropoda afghana Roewer, 1962 — Afganistan, Pakistan, Índia
- Heteropoda alta Davies, 1994 — Queensland
- Heteropoda altithorax Strand, 1907 — Índia
- Heteropoda altmannae Jäger, 2008 — Vietnam
- Heteropoda amphora Fox, 1936 — Xina, Hong Kong
- Heteropoda analis Thorell, 1881 — Nova Guinea
- Heteropoda armillata (Thorell, 1887) — Birmània, Sumatra
- Heteropoda atollicola Pocock, 1904 — Illes Maldives
- Heteropoda atriventris Chrysanthus, 1965 — Nova Guinea
- Heteropoda badiella Roewer, 1951 — Moluques
- Heteropoda bellendenker Davies, 1994 — Queensland
- Heteropoda belua Jäger, 2005 — Borneo
- Heteropoda beroni Jäger, 2005 — Cèlebes
- Heteropoda bhaikakai Patel & Patel, 1973 — Índia
- Heteropoda binnaburra Davies, 1994 — Queensland, Nova Gal·les del Sud
- Heteropoda boiei (Doleschall, 1859) — Malàisia, Sumatra, Java
- Heteropoda bonthainensis Merian, 1911 — Cèlebes
- Heteropoda borneensis (Thorell, 1890) — Borneo
- Heteropoda boutani (Simon, 1906) — Vietnam
- Heteropoda bulburin Davies, 1994 — Queensland
- Heteropoda camelia Strand, 1914 — Colòmbia
- Heteropoda cavernicola Davies, 1994 — Austràlia Occidental
- Heteropoda cece Jäger, 2014 — Borneo
- Heteropoda cervina (L. Koch, 1875) — Queensland
- Heteropoda chelata (Strand, 1911) — Nova Guinea
  - Heteropoda chelata vittichelis (Strand, 1911) — Nova Guinea
- Heteropoda chengbuensis Wang, 1990 — Xina
- Heteropoda christae Jäger, 2008 — Malàisia, Singapur, Sumatra
- Heteropoda conwayensis Davies, 1994 — Queensland
- Heteropoda cooki Davies, 1994 — Queensland
- Heteropoda cooloola Davies, 1994 — Queensland
- Heteropoda crassa Simon, 1880 — Java
- Heteropoda crediton Davies, 1994 — Queensland
- Heteropoda cyanichelis Strand, 1907 — Java
- Heteropoda cyanognatha Thorell, 1881 — Illes Yule
- Heteropoda cyPerúsiria Barrion & Litsinger, 1995 — Filipines
- Heteropoda dagmarae Jäger & Vedel, 2005 — Laos, Tailàndia
- Heteropoda dasyurina (Hogg, 1914) — Nova Guinea
- Heteropoda davidbowie Jäger, 2008 — Malàisia, Singapur, Sumatra
- Heteropoda debilis (L. Koch, 1875) — Samoa
- Heteropoda distincta Davies, 1994 — Queensland, Nova Gal·les del Sud
- Heteropoda duan Jäger, 2008 — Borneo
- Heteropoda duo Jäger, 2008 — Borneo
- Heteropoda elatana Strand, 1911 — Illes Aru, Illes Kei
- Heteropoda eluta Karsch, 1891 — Sri Lanka
- Heteropoda emarginativulva Strand, 1907 — Índia
- Heteropoda ernstulrichi Jäger, 2008 — Sumatra
- Heteropoda erythra Chrysanthus, 1965 — Nova Guinea
- Heteropoda eungella Davies, 1994 — Queensland
- Heteropoda fabrei Simon, 1885 — Índia
- Heteropoda fischeri Jäger, 2005 — Índia
- Heteropoda flavocephala Merian, 1911 — Cèlebes
- Heteropoda furva Thorell, 1890 — Malàisia
- Heteropoda garciai Barrion & Litsinger, 1995 — Filipines
- Heteropoda gemella Simon, 1877 — Filipines
- Heteropoda goonaneman Davies, 1994 — Queensland
- Heteropoda gordonensis Davies, 1994 — Queensland
- Heteropoda gourae Monga, Sadana & Singh, 1988 — Índia
- Heteropoda graaflandi Strand, 1907 — Java
- Heteropoda grooteeylandt Davies, 1994 — Territori del Nord
- Heteropoda gyirongensis Hu & Li, 1987 — Xina
- Heteropoda hampsoni Pocock, 1901 — Índia
- Heteropoda helge Jäger, 2008 — Xina
- Heteropoda hermitis (Hogg, 1914) — Austràlia Occidental
- Heteropoda hildebrandti Jäger, 2008 — Illes Moluques
- Heteropoda hillerae Davies, 1994 — Queensland
- Heteropoda hippie Jäger, 2008 — Sumatra
- Heteropoda hirsti Jäger, 2008 — Nova Guinea
- Heteropoda holoventris Davies, 1994 — Queensland
- Heteropoda homstu Jäger, 2008 — Sumatra, Java, Borneo
- Heteropoda hosei Pocock, 1897 — Borneo
- Heteropoda hupingensis Peng & Yin, 2001 — Xina
- Heteropoda ignichelis (Simon, 1880) — Vietnam
- Heteropoda imbecilla Thorell, 1892 — Malàisia, Sumatra
- Heteropoda jacobii Strand, 1911 — Nova Guinea
- Heteropoda jaegerorum Jäger, 2008 — Singapur, Sumatra
- Heteropoda jasminae Jäger, 2008 — Vietnam
- Heteropoda javana (Simon, 1880) — Malàisia, Java, Sumatra
- Heteropoda jiangxiensis Li, 1991 — Xina
- Heteropoda jugulans (L. Koch, 1876) — Queensland
- Heteropoda kabaenae Strand, 1911 — Illes Bismarck
- Heteropoda kalbarri Davies, 1994 — Austràlia Occidental
- Heteropoda kandiana Pocock, 1899 — Índia, Sri Lanka
- Heteropoda kuekenthali Pocock, 1897 — Moluques
- Heteropoda kuluensis Sethi & Tikader, 1988 — Índia
- Heteropoda kusi Jäger, 2014 — Borneo
- Heteropoda laai Jäger, 2008 — Singapur, Sumatra
- Heteropoda languida Simon, 1887 — Birmània
- Heteropoda lashbrooki (Hogg, 1922) — Vietnam
- Heteropoda lentula Pocock, 1901 — Índia
- Heteropoda leprosa Simon, 1884 — Índia, Birmània, Malàisia
- Heteropoda leptoscelis Thorell, 1892 — Sumatra
- Heteropoda lindbergi Roewer, 1962 — Afganistan
- Heteropoda listeri Pocock, 1900 — Illes Christmas
- Heteropoda loderstaedti Jäger, 2008 — Malàisia, Sumatra
- Heteropoda longipes (L. Koch, 1875) — Nova Gal·les del Sud
- Heteropoda lunula (Doleschall, 1857) — Índia fins a Vietnam, Malàisia, Java, Sumatra, Borneo
- Heteropoda luwuensis Merian, 1911 — Cèlebes
- Heteropoda malitiosa Simon, 1906 — Índia
- Heteropoda marillana Davies, 1994 — Austràlia Occidental
- Heteropoda martinae Jäger, 2008 — Sumatra
- Heteropoda martusa Jäger, 2000 — Sumatra
- Heteropoda maukin Jäger, 2014 — Borneo
- Heteropoda maxima Jäger, 2001 — Laos
- Heteropoda mecistopus Pocock, 1898 — Illes Solomon
- Heteropoda mediocris Simon, 1880 — Java, Nova Guinea
- Heteropoda meriani Jäger, 2008 — Cèlebes
- Heteropoda merkarensis Strand, 1907 — Índia
- Heteropoda meticulosa Simon, 1880 — Perú
- Heteropoda minahassae Merian, 1911 — Cèlebes
- Heteropoda mindiptanensis Chrysanthus, 1965 — Nova Guinea
- Heteropoda modiglianii Thorell, 1890 — Java
- Heteropoda monroei Davies, 1994 — Queensland
- Heteropoda montana Thorell, 1890 — Sumatra
- Heteropoda monteithi Davies, 1994 — Queensland
- Heteropoda mossman Davies, 1994 — Queensland
- Heteropoda murina (Pocock, 1897) — Borneo
- Heteropoda muscicapa Strand, 1911 — Nova Guinea
- Heteropoda nagarigoon Davies, 1994 — Queensland, Nova Gal·les del Sud
- Heteropoda natans Jäger, 2005 — Borneo
- Heteropoda nebulosa Thorell, 1890 — Malàisia
- Heteropoda nigriventer Pocock, 1897 — Cèlebes
- Heteropoda nilgirina Pocock, 1901 — Índia
- Heteropoda ninahagen Jäger, 2008 — Malàisia
- Heteropoda nirounensis (Simon, 1903) — Índia, Sumatra
- Heteropoda nobilis (L. Koch, 1875) — Noves Hèbrides, Austràlia, Polinèsia
- Heteropoda novaguineensis Strand, 1911 — Nova Guinea
- Heteropoda nyalama Hu & Li, 1987 — Xina
- Heteropoda obe Jäger, 2014 — Cèlebes
- Heteropoda obtusa Thorell, 1890 — Borneo
- Heteropoda ocyalina (Simon, 1887) — Java, Sumatra
- Heteropoda onoi Jäger, 2008 — Vietnam
- Heteropoda opo Jäger, 2014 — Birmània
- Heteropoda pakawini Jäger, 2008 — Tailàndia
- Heteropoda parva Jäger, 2000 — Malàisia, Sumatra
- Heteropoda pedata Strand, 1907 — Índia
  - Heteropoda pedata magna Strand, 1909 — Índia
- Heteropoda pekkai Jäger, 2014 — Bhutan
- Heteropoda phasma Simon, 1897 — Índia
- Heteropoda pingtungensis Zhu & Tso, 2006 — Xina, Taiwan
- Heteropoda planiceps (Pocock, 1897) — Moluques
- Heteropoda plebeja Thorell, 1887 — Birmània
- Heteropoda pressula Simon, 1886 — Vietnam
- Heteropoda procera (L. Koch, 1867) — Queensland, Nova Gal·les del Sud
- Heteropoda raveni Davies, 1994 — Queensland
- Heteropoda reinholdae Jäger, 2008 — Sumatra
- Heteropoda renibulbis Davies, 1994 — Austràlia Occidental, Territori del Nord, Queensland
- Heteropoda richlingi Jäger, 2008 — Sumatra, Java
- Heteropoda robusta Fage, 1924 — Índia
- Heteropoda rosea Karsch, 1879 — Colòmbia
- Heteropoda rubra Chrysanthus, 1965 — Nova Guinea
- Heteropoda rufognatha Strand, 1907 — Índia
- Heteropoda rundle Davies, 1994 — Queensland
- Heteropoda ruricola Thorell, 1881 — Nova Guinea
- Heteropoda sarotoides Järvi, 1914 — Nova Guinea
- Heteropoda sartrix (L. Koch, 1865) — Austràlia
- Heteropoda schlaginhaufeni Strand, 1911 — Nova Guinea
- Heteropoda schwalbachorum Jäger, 2008 — Xina
- Heteropoda schwendingeri Jäger, 2005 — Tailàndia
- Heteropoda sexpunctata Simon, 1885 — Índia, Malàisia
- Heteropoda signata Thorell, 1890 — Sumatra
- Heteropoda silvatica Davies, 1994 — Queensland
- Heteropoda simoneallmannae Jäger, 2018 – Filpines (Palawan)
- Heteropoda simplex Jäger & Ono, 2000 — Laos, Illes Ryukyu
- Heteropoda speciosus (Pocock, 1898) — Illes Solomon
- Heteropoda spenceri Davies, 1994 — Territori del Nord
- Heteropoda spinipes (Pocock, 1897) — Moluques
- Heteropoda spurgeon Davies, 1994 — Queensland
- Heteropoda squamacea Wang, 1990 — Xina
- Heteropoda steineri Bayer & Jäger, 2009 — Laos
- Heteropoda strandi Jäger, 2002 — Sumatra
- Heteropoda strasseni Strand, 1915 — Java
- Heteropoda striata Merian, 1911 — Cèlebes
- Heteropoda striatipes (Leardi, 1902) — Índia
- Heteropoda submaculata Thorell, 1881 — Nova Guinea
  - Heteropoda submaculata torricelliana Strand, 1911 — Nova Guinea
- Heteropoda subplebeia Strand, 1907 — Índia
- Heteropoda subtilis Karsch, 1891 — Sri Lanka
- Heteropoda sumatrana Thorell, 1890 — Sumatra
  - Heteropoda sumatrana javacola Strand, 1907 — Java
- Heteropoda teranganica Strand, 1911 — Illes Aru
- Heteropoda tetrica Thorell, 1897 — Xina to Sumatra
- Heteropoda udolindenberg Jäger, 2008 — Sumatra
- Heteropoda uexkuelli Jäger, 2008 — Bali
- Heteropoda umbrata Karsch, 1891 — Sri Lanka
- Heteropoda variegata (Simon, 1874) — Grècia fins a Israel
- Heteropoda veiliana Strand, 1907 — Índia
- Heteropoda venatoria (Linnaeus, 1767) — Pantropical
  - Heteropoda venatoria emarginata Thorell, 1881 — Sumatra
  - Heteropoda venatoria foveolata Thorell, 1881 — Nova Guinea, Illes Yule
  - Heteropoda venatoria pseudomarginata Strand, 1909 — Java
- Heteropoda vespersa Davies, 1994 — Queensland
- Heteropoda warrumbungle Davies, 1994 — Nova Gal·les del Sud
- Heteropoda warthiana Strand, 1907 — Índia
- Heteropoda willunga Davies, 1994 — Queensland
- Heteropoda zuviele Jäger, 2008 — Vietnam

### Fòssils
Segons el World Spider Catalog versió 19.0 (2018), existeixen les següents espècies fòssils:
- †Heteropoda rpbusta (Hong, 1985). Trobat al Shanwang National Geological Park (a la província de Shandong, Xina).